# Microsoft Office 2010
Chronologie des versions
Microsoft Office 2007 Microsoft Office 2013
Microsoft Office 2010 est une version de la suite bureautique Microsoft Office, développée et éditée par Microsoft. Sortie en juin 2010, elle succède à Office 2007 et précède Office 2013.
Office 2010 est la première version de Microsoft Office à proposer des versions en ligne et gratuites (Office Web Apps) de Word, Excel, PowerPoint et OneNote, disponibles sur la plupart des navigateurs actuels : Internet Explorer, Firefox, Chrome et Safari. 
Au 31 décembre 2011, près de 200 millions de licences d'Office 2010 ont déjà été vendues.

## Nouveautés

### Mode 64 bits
Le mode 64 bits est la nouveauté majeure. Elle permet de bénéficier de la puissance des processeurs 64 bits et d'une plus grande étendue de mémoire vive utilisable. Cela permet notamment de travailler sur un classeur de plus de 2 Go. Toutefois, les besoins en mémoire vive sont plus importants. Il faut, dans la pratique, plus que les prérequis systèmes annoncés par Microsoft. Un ordinateur avec 4 Go est un minimum réel (Windows 7 64 bits + Office 2010 64 bits).
Le choix du 64 bits se fait à l'installation. En cas de changement d'avis, il faut désinstaller Office puis le réinstaller.
Microsoft ne donne aucun support pour ceux qui l'auraient installé en 32 et en 64 bits dans le même Windows. Car malgré des dossiers d'installation distincts, Office utilise des modules communs dans des dossiers communs. Une mise à jour apportée dans l'installation 32 bits doit en même temps être apportée à l'installation 64 bits et vice-versa. Les affectations des extensions de fichiers sont aussi définies pour l'une ou pour l'autre de ces deux installations.

### Interface utilisateur
Elle contient des nouveautés au niveau du ruban et de l'image du fond qui affiche les détails des fichiers et fonctionnalités. On peut même créer sa propre interface via l'option « Personnaliser le ruban », en XML.

### Ruban
Dans Office 2010, le ruban est, par défaut, de couleur grise, tandis que Microsoft Office 2007 en possédait un bleu.
Son menu fichier permet d'accéder au mode "Backstage", où on trouve entre autres les derniers documents et répertoires récents utilisés par l'application.

## Éditions
Il existe six éditions d'Office 2010. Quatre sont destinées aux particuliers et deux autres sont dédiées aussi bien aux particuliers qu'aux PME et aux grandes entreprises.
| Programmes et fonctionnalités | Starter      | Famille et Étudiant | Famille et Petite Entreprise | Standard | Professionnel | Professionnel Plus |
| ----------------------------- | ------------ | ------------------- | ---------------------------- | -------- | ------------- | ------------------ |
| Word                          | Oui (limité) | Oui                 | Oui                          | Oui      | Oui           | Oui                |
| Excel                         | Oui (limité) | Oui                 | Oui                          | Oui      | Oui           | Oui                |
| PowerPoint                    | Non          | Oui                 | Oui                          | Oui      | Oui           | Oui                |
| OneNote                       | Non          | Oui                 | Oui                          | Oui      | Oui           | Oui                |
| Outlook                       | Non          | Non                 | Oui                          | Oui      | Oui           | Oui                |
| Publisher                     | Non          | Non                 | Non                          | Oui      | Oui           | Oui                |
| Access                        | Non          | Non                 | Non                          | Non      | Oui           | Oui                |
| InfoPath                      | Non          | Non                 | Non                          | Non      | Non           | Oui                |
| SharePoint Workspace (Groove) | Non          | Non                 | Non                          | Non      | Non           | Oui                |
| Visio                         | Non          | Non                 | Non                          | Non      | Non           | Non                |
| Project                       | Non          | Non                 | Non                          | Non      | Non           | Non                |
| Lync                          | Non          | Non                 | Non                          | Non      | Non           | Non                |

Certains produits ne sont disponibles qu'individuellement, tel que Microsoft Office Sharepoint Designer 2010, Visio et Project.

#### Office
- Ed Bott et Carl Siechert, Microsoft Office 2010, Sebastopol, Microsoft Press, coll. « Inside Out », 2010, 962 p. (ISBN 978-0-7356-2689-8)
- Joyce Cox, Joan Lambert et Curtis Frye, Microsoft Office Home and Student 2010, Sebastopol, Microsoft Press, coll. « Step by Step », 2010, 674 p. (ISBN 978-0-7356-2721-5)
- Joyce Cox, Joan Lambert et Curtis Frye, Microsoft Office Professional 2010, Sebastopol, Microsoft Press, coll. « Step by Step », 2010, 1072 p. (ISBN 978-0-7356-2696-6)
- Microsoft Office 2010 : Word, Excel, PowerPoint, Outlook et OneNote 2010, Paris, ENI Éditions, coll. « Référence Bureautique », 2011, 2e éd., 508 p. (ISBN 978-2-7460-6986-2, présentation en ligne)
- Katherine Murray, Microsoft Office 2010, Sebastopol, Microsoft Press, coll. « Plain & Simple », 2010, 448 p. (ISBN 978-0-7356-2697-3, présentation en ligne)

#### Word
- Joyce Cox et Joan Lambert (trad. de l'anglais), Microsoft Word 2010, Paris, Microsoft Press, coll. « Étape par Étape », 2010, 384 p. (ISBN 978-2-10-055116-3, présentation en ligne)
- Microsoft Word 2010, Paris, ENI Éditions, coll. « Référence Bureautique », 2010, 512 p. (ISBN 978-2-7460-5492-9, présentation en ligne)
- Katherine Murray, Microsoft Word 2010, Sebastopol, Microsoft Press, coll. « Inside Out », 2010, 906 p. (ISBN 978-0-7356-2729-1, présentation en ligne)
- Katherine Murray, Microsoft Word 2010, Sebastopol, Microsoft Press, coll. « Plain & Simple », 2010, 272 p. (ISBN 978-0-7356-2731-4, présentation en ligne)
- Word 2010, Paris, ENI Éditions, coll. « Repère », 2011, 400 p. (ISBN 978-2-7460-6039-5, présentation en ligne)

#### Excel
- Mark Dodge et Craig Stinson, Microsoft Excel 2010, Sebastopol, Microsoft Press, coll. « Inside Out », 2010, 1154 p. (ISBN 978-0-7356-2688-1, présentation en ligne)
- Excel 2010, Paris, ENI Éditions, coll. « Repère », 2011, 417 p. (ISBN 978-2-7460-6040-1, présentation en ligne)
- Curties D. Frye (trad. de l'anglais), Microsoft Excel 2010, Paris, Microsoft Press, coll. « Étape par Étape », 2010, 368 p. (ISBN 978-2-10-055117-0, présentation en ligne)
- Curties D. Frye, Microsoft Excel 2010, Sebastopol, Microsoft Press, coll. « Plain & Simple », 2010, 320 p. (ISBN 978-0-7356-2727-7, présentation en ligne)
- Egbert Jeschke, Helmut Reinke, Sara Unverhau, Eckehard Pfeifer, Bodo Fienitz et Jens Bock, Microsoft Excel 2010 : Formulas & Functions, Sebastopol, Microsoft Press, coll. « Inside Out », 2011, 1084 p. (ISBN 978-0-7356-5802-8, présentation en ligne)
- Microsoft Excel 2010, Paris, ENI Éditions, coll. « Référence Bureautique », 2010, 485 p. (ISBN 978-2-7460-5494-3, présentation en ligne)
- Wayne L. Winston, Microsoft Excel 2010 : Data Analysis and Business Modeling, Sebastopol, Microsoft Press, 2011, 720 p. (ISBN 978-0-7356-4336-9, présentation en ligne)

#### PowerPoint
- Joyce Cox et Joan Lambert (trad. de l'anglais), Microsoft PowerPoint 2010, Paris, Microsoft Press, coll. « Étape par Étape », 2010, 320 p. (ISBN 978-2-10-055115-6, présentation en ligne)
- Myriam Gris et Catherine Guérois, Microsoft PowerPoint 2010, Paris, ENI Éditions, coll. « Référence Bureautique », 2010, 450 p. (ISBN 978-2-7460-5495-0, présentation en ligne)
- Myriam Gris et Catherine Guérois, PowerPoint 2010, Paris, ENI Éditions, coll. « Repère », 2010, 197 p. (ISBN 978-2-7460-5622-0, présentation en ligne)

#### Outlook
- Jim Boyce, Microsoft Outlook 2010, Sebastopol, Microsoft Press, coll. « Inside Out », 2010, 1112 p. (ISBN 978-0-7356-2686-7, présentation en ligne)
- Jim Boyce, Microsoft Outlook 2010, Sebastopol, Microsoft Press, coll. « Plain & Simple », 2010, 288 p. (ISBN 978-0-7356-2734-5, présentation en ligne)
- Joyce Cox et Joan Lambert (trad. de l'anglais), Microsoft Outlook 2010, Paris, Microsoft Press, coll. « Étape par Étape », 2010, 320 p. (ISBN 978-2-10-055114-9, présentation en ligne)
- Microsoft Outlook 2010, Paris, ENI Éditions, coll. « Référence Bureautique », 2010, 435 p. (ISBN 978-2-7460-5493-6, présentation en ligne)
- Outlook 2010, Paris, ENI Éditions, coll. « Repère », 2010, 202 p. (ISBN 978-2-7460-5628-2, présentation en ligne)

#### Publisher
- Corinne Hervé, Microsoft Publisher 2010, Paris, ENI Éditions, coll. « Référence Bureautique », 2011, 340 p. (ISBN 978-2-7460-6823-0, présentation en ligne)

#### Access
- Jeff Conrad et John Viescas, Microsoft Access 2010, Sebastopol, Microsoft Press, coll. « Inside Out », 2010, 1488 p. (ISBN 978-0-7356-2685-0, présentation en ligne)
- Andrew Couch, Microsoft Access 2010 : VBA Programming, Sebastopol, Microsoft Press, coll. « Inside Out », 2011, 736 p. (ISBN 978-0-7356-5987-2, présentation en ligne)
- Joyce Cox et Joan Lambert (trad. de l'anglais), Microsoft Access 2010, Paris, Microsoft Press, coll. « Étape par Étape », 2010, 336 p. (ISBN 978-2-10-055118-7, présentation en ligne)
- Microsoft Access 2010, Paris, ENI Éditions, coll. « Référence Bureautique », 2010, 438 p. (ISBN 978-2-7460-5836-1, présentation en ligne)